# Biastes popovi
Biastes popovi är en biart som beskrevs av Proshchalykin och Lelej 2004. Biastes popovi ingår i släktet Biastes och familjen långtungebin. Inga underarter finns listade.